# Reykjanesbraut

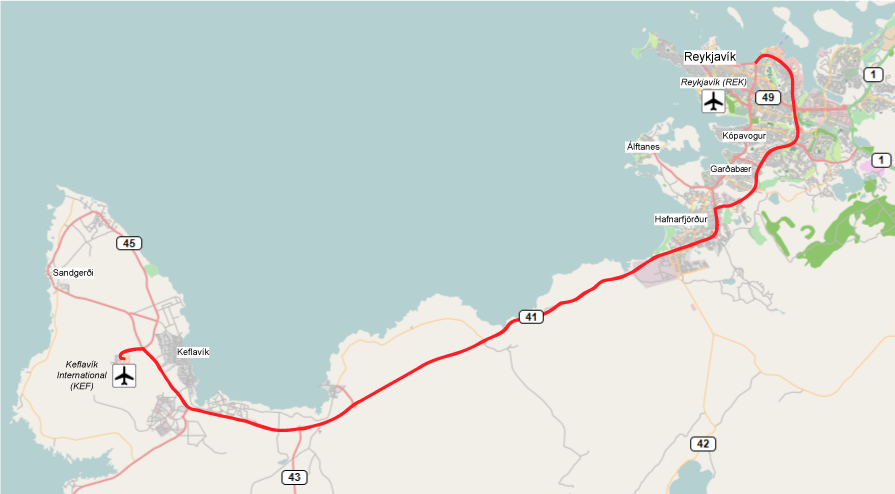
Karte der Straße 41 (rot)

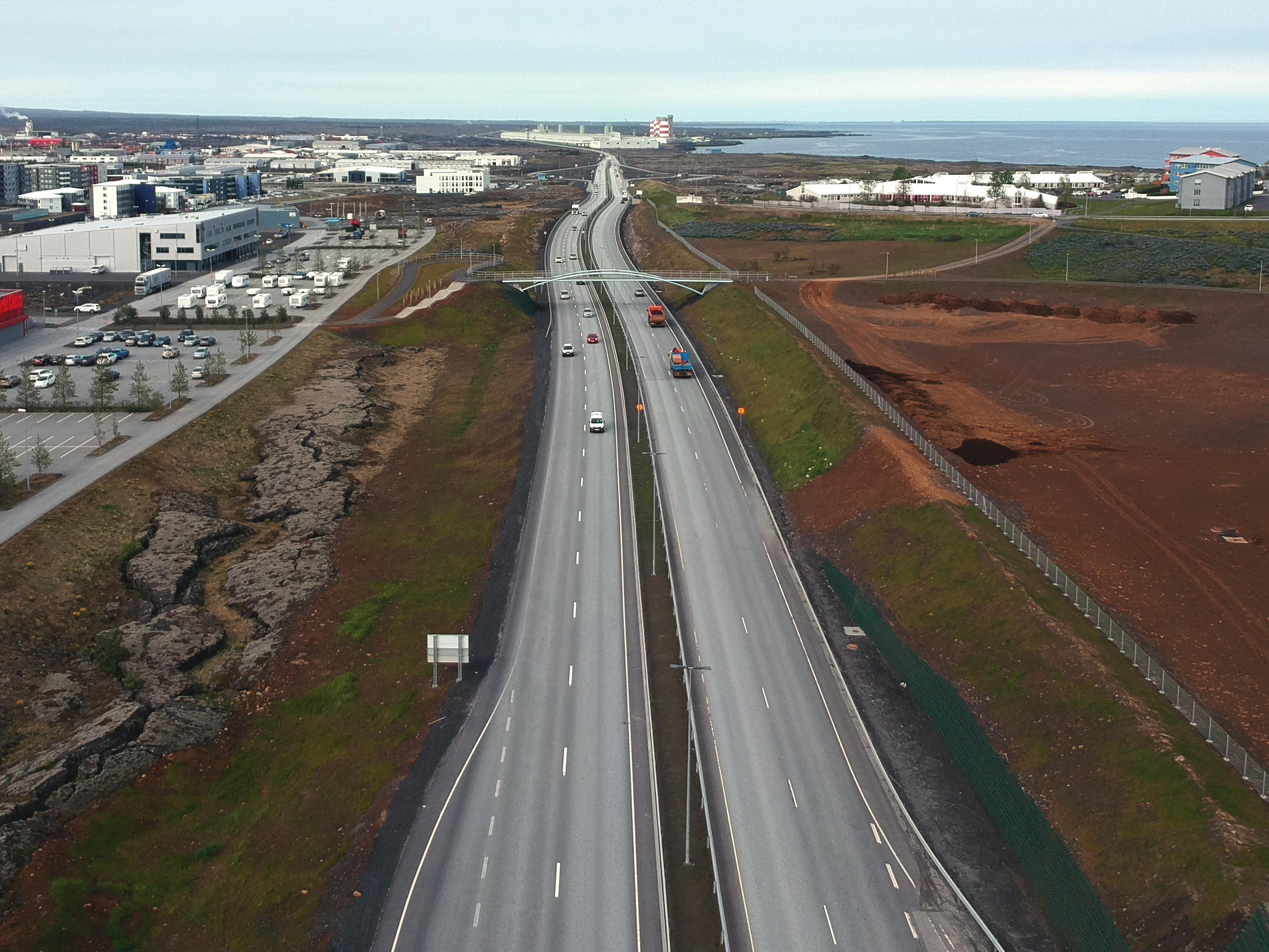
Straße 41 (Reykjanesbraut) in Hafnarfjörður

Die Reykjanesbraut ist eine der wichtigsten Straßen in Island. Sie verbindet die isländische Hauptstadt Reykjavík mit dem internationalen Flughafen Keflavík.
Die Straße hat die Nummer 41 und verläuft etwa am Nordufer der Halbinsel Reykjanes. Die Reykjanesbraut wurde 1912 gebaut und seit 1965 ist sie asphaltiert. In den Jahren 2003 bis 2008 wurde sie zu einer vierspurigen Straße ausgebaut. Diese Strecke hat autobahnähnliche Ausfahrten.